# عبد الله بوفتين
عبد الله صبيح بوفتين، ناشط سياسي، إعلامي ومقدم برامج حوارية سياسية من الكويت، من مواليد الكويت 2 فبراير 1982، حاصل على بكالوريوس إدارة الأعمال تخصص التمويل والمنشآت المالية من كلية العلوم الإدارية - جامعة الكويت، يعمل حالياً نائباً لرئيس تحرير صحفية كويت تايمز التي تصدر باللغة الإنجليزية ومديراً شريكاً في صحيفة كويت نيوز الإخبارية.

## بداياته
بدأ كمحرر في جريدة القبس الكويتية عام 2001 وعمل كمحرر وكاتب مقال أسبوعي في مجلة اليقظة الكويتية بين عامي 2004 و2008 وله العديد من المقالات والمشاركات في الصحف والمجلات الكويتية والعربية. قدّم عدداً من البرامج الإذاعية على إذاعة مارينا اف ام Marina FM بين عامي 2005 و2007، وبدأ تقديم البرامج الحوارية السياسية في قناة متخصصة في انتخابات مجلس الأمة الكويتي عام 2008، وفي 2009 قدّم برنامج أمة 2009 على تلفزيون الراي خلال فترة انتخابات مجلس الأمة الكويتي، كما قدّم أمة 2012 خلال الانتخابات البرلمانية في فبراير 2012 ، قدم في مارس 2020 خلال أزمة جائحة كورونا برنامج ظرف استثنائي على تلفزيون الكويت لاطلاع المجتمع على آخر التطورات والتواصل مع المسؤولين.

## لقاء الراي
قدّم برنامج لقاء الراي من 2009 وحتى 2013 وهو برنامج حواري سياسي أسبوعي على تلفزيون الراي الكويتي، استضاف فيه العديد من رؤساء الدول ورؤساء الوزراء والشخصيات السياسية ومنهم: الرئيس الفلسطيني محمود عباس (أبو مازن)، رئيس الوزراء اللبناني سعد الحريري، الرئيسة السويسرية السابقة ميشلين كالمي راي، أمين عام حزب الله اللبناني حسن نصر الله، رئيس المكتب السياسي لحركة المقاومة الإسلامية الفلسطينية (حماس) خالد مشعل، رئيس مجلس الأمة الكويتي مرزوق الغانم، رئيس مجلس الشعب المصري السابق الدكتور محمد سعد الكتاتني، رئيس الوزراء الكويتي السابق الشيخ ناصر المحمد، رئيس الوزراء الفلسطيني السابق إسماعيل هنية، رئيس مجلس الأمة الكويتي السابق أحمد السعدون، رئيس مجلس الأمة الكويتي الأسبق جاسم محمد الخرافي، رئيس مجلس الأمة الكويتي المبطل عضويته علي الراشد، رؤساء البرلمان العربي السابقين محمد جاسم الصقر وعلي الدقباسي، وغيرهم من الوزراء والنواب والشخصيات.
كما قام في سبتمبر 2010 بتسجيل حلقات في نيويورك عن التعايش وحوار الأديان بعد أحداث 11 سبتمبر 2001، وفي يوليو 2011 قام بتوثيق رحلة إلى القدس وزيارة المسجد الاقصى وكنيسة القيامة وجامعة القدس والحرم الإبراهيمي في الخليل وكنيسة المهد في بيت لحم.